# Erich Bohn
Erich Bohn (ur. 11 lutego 1874  w Ruben, zm. 28 grudnia 1948) – niemiecki doktor prawa i radca.

## Biogram
Erich Bohn urodził się jako syn muzykologa, dra filozofii Emila Bohna (1839–1909) i jego żony Selmy Weigelt (1845–1916). Po uzyskaniu doktoratu z prawa pracował jako adwokat i notariusz we Wrocławiu. Od 1912 zatrudniony był także jako sekretarz Intendentury we Wrocławiu, a w latach 1915-1918 w berlińskiej Intendenturze. Około 1934 prowadził kancelarię w domu Zum Goldenen Becher (Pod Złotym Pucharem, Rynek 26).
Poza wykonywanym zawodem zajmował się architekturą, archeologią,  biologią, grafiką, literaturą, malarstwem i okultyzmem. W 1907 został członkiem zarządu Wissenschaftlich-humanitären Komitees (Komitetu Naukowo-Humanitarnego). Podpisał petycję WhK o zniesienie Paragrafu 175  do niemieckiego Reichstagu. Należał do Zobtener Gebirgsverein (Sobótkowego Towarzystwa Górskiego), był przewodniczącym Breslauer Gesellschaft für psychische Forschung (Wrocławskiego Towarzystwa Badań Parapsychicznych).
Na początku XX w. Bohn kupił Sulistrowiczki. W 1905 założył w tej wsi Park Wenecki a w latach 1911-1914 wybudował sanatorium według projektu wrocławskiego architekta Albrechta Friebe, współpracownika Hansa Poelziga. W latach 30. XX w. w sanatorium utworzono dom wypoczynku dla matek Nationalsozialistische Volkswohlfahrt (Narodowosocjalistycznej Opieki Społecznej). Dziś mieści się w nim centrum szkoleniowe Caritas.
W 1910 nabył dwór w Tąpadłach, który przebudował w latach 1919-25 według projektu Wolfa.
Od 1932  Bohn był członkiem NSDAP, antysemitą, chociaż opracował model emerytalny dla swoich żydowskich kolegów, którzy stracili środki do życia i uważał że powinni mieć możliwość ponownego znalezienia miejsca do życia. Po II wojnie światowej wyjechał do Anglii, gdzie zmarł w Londynie w 1948.
Był dwukrotnie żonaty. 24 maja 1908 poślubił Margarete Zehge (1884–1918), a osiem lat po jej śmierci 27 maja 1926 ożenił się z Elfriede Herwarth von Bittenfeld (ur. 1906). Miał dwoje dzieci z pierwszego małżeństwa: Hansa i Urtę.

Bohn »włóczył się« po najróżniejszych dziedzinach sztuki i nauki. Nie wszystkie jego przedsięwzięcia wytrzymują krytykę potomności, ale wrażenie niezwykle pracowitego życia pozostaje. Jego dążenie do odnowy i zachowania przed 1933 są pouczające dla życia kulturalnego i autoportretu całej epoki. Arkadiusz Dobrzyniecki

## Publikacje
- Die occulten fähigkeiten Kaspar Hauser’s und ihre erklärung vor (1898)[6]
- Der Weg zum leben (1906)[7]
- Zobten-land (1913-1916), teka grafik 15 śląskich artystów (Paul Aust, Hugo Bantau(inne języki), Albert Beyer, Otto Fischer, Helma Fischer, Hans Leistikow, Josef Milde, Alfred Nickisch(inne języki), Alfons Niemann, Paul Neumann, Maria Schultze, Kurt Starczewski(inne języki), Heinrich Tüpke, Hugo Ulbrich, Erich Wolff)[1][8]
- Der Spuk von Oels und von den Walen und den Schätze des Zobten (1918)
- Tampadel und seine Scholtisei: eine Chronik (1925)[9]
- Geschichte einer Sippe (1935)[10]
- Die Namensippe: unser Name, unsere Herkunft, unser Weg in der Welt (1940)[11]

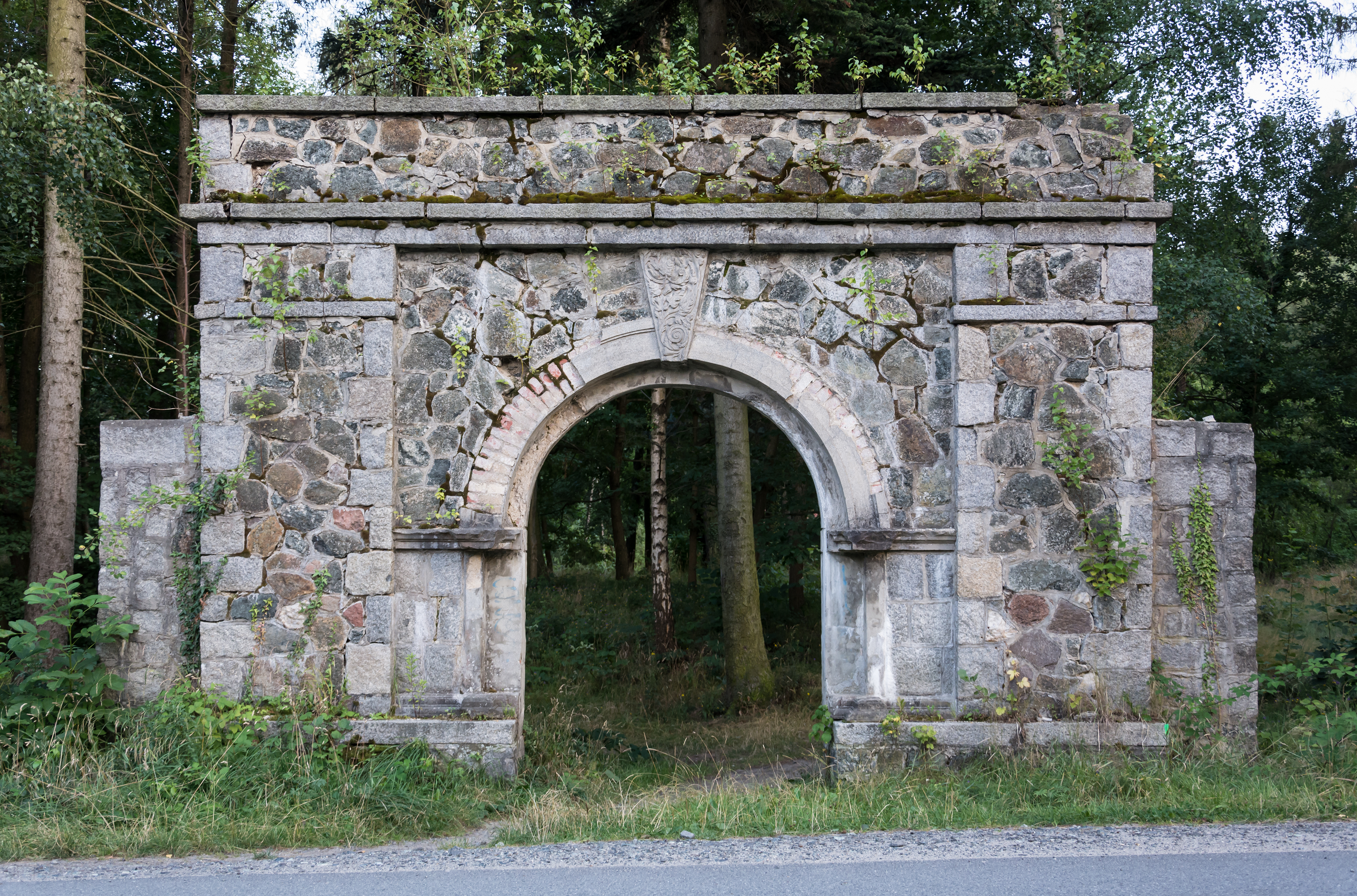
Brama do parku Wenecja (Sulistrowiczki)
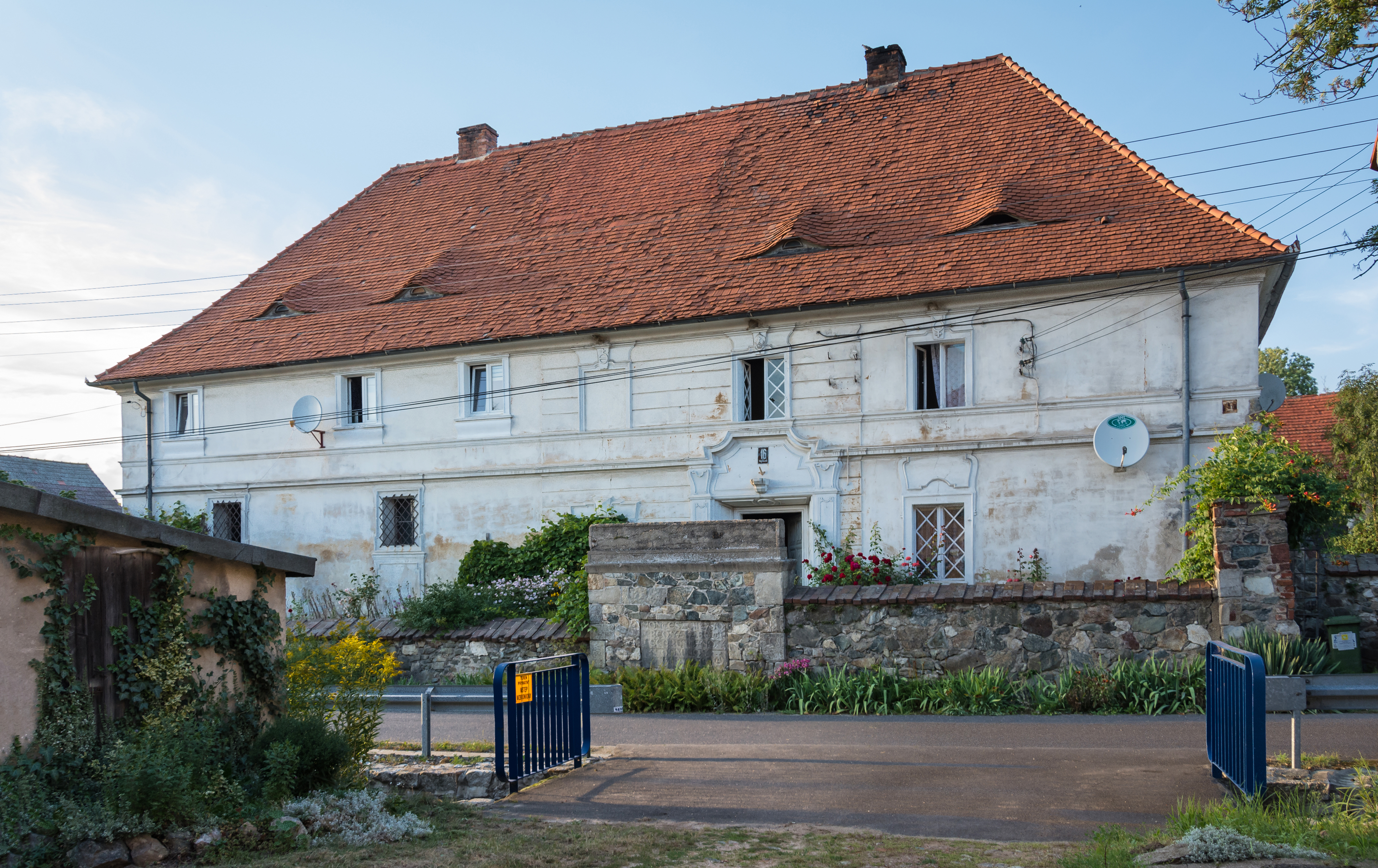
Dwór w Tąpadłach